# Dark territory
Dark territory – pojęcie w terminologii kolejowej USA, Kanady, Nowej Zelandii i Australii, używane w celu określenia znacznych obszarów sieci kolejowej niekontrolowanej przez sygnalizatory kolejowe (semafory) i urządzenia sterowania ruchem kolejowym kontrolujące zajętość toru. Na początku ruch pociągów w obrębie "dark territory" odbywał się na podstawie rozkładu jazdy i uprzednio wydanych rozkazów stwierdzających pierwszeństwo pociągu, system znany jako Train order operation, dziś dzięki komunikacji radiowej ruch odbywa się na podstawie doraźnie wydawanych radiowo rozkazów (w systemie track warrant control (TWC) lub direct traffic control (DTC)) przekazywanych przez dyżurnego ruchu (ang. train dispatcher).
Dark territory może zostać utworzone tymczasowo z powodu przebudowy lub awarii urządzeń sterowania ruchem kolejowym.
W 2012 na około 33% linii kolejowych Ameryki Północnej ruch pociągów odbywał się w dark territories. Na około 16% linii ruch odbywał się hybrydowo w tzw. "light dark", systemie, w którym odstępy między pociągami regulują semafory odstępowe samoczynnej blokady liniowej (ang. ABS, automatic block signals), jednak pociąg pozostaje niewidoczny dla dyżurnego ruchu, a jazda pociągu nie może odbyć się bez rozkazu (ang. track warrant).